# Uluguru

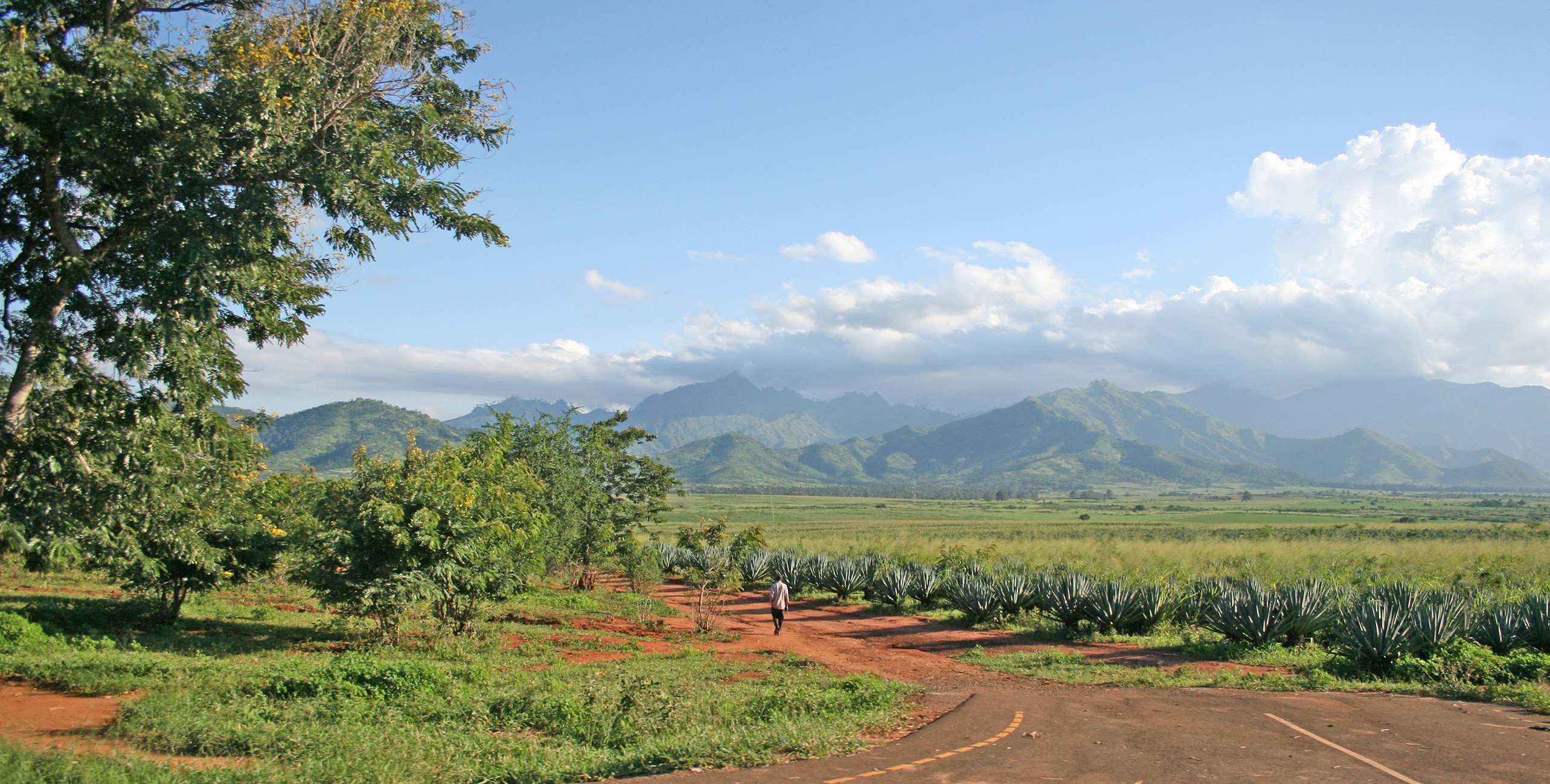
Agricultor percorre plantação de sisal. Ao fundo, as montanhas Uluguru.

Uluguru é uma cadeia montanhosa no leste da Tanzânia, cujo nome remete à tribo Luguru. As principais montanhas estendem-se no sentido norte-sul, estendendo-se por aproximadamente 100 quilômetros, com média de 20 quilômetros de largura, atingindo até 2 630 metros em seu ponto culminante.
Os Uluguru estão localizados a 200 km do Oceano Índico. Eles são parte de um conjunto de montanhas chamado Montanhas do Arco Oriental.
Existem cinquenta vilarejos nos limites da floresta local e mais de 150 000 pessoas vivem na área das montanhas há centenas de anos, migrantes de outras áreas da Tanzânia. As tribos locais são conhecidas por adotarem uma forma de sociedade matriarcal.
As montanhas atraem muitos turistas, principalmente pela proximidade com a antiga capital e centro econômico do país, Dar es Salaam.